# Olga Rubliova
Olga Rubliova (Rusia, 28 de octubre de 1974) es una atleta rusa retirada especializada en la prueba de salto de longitud, en la que consiguió ser subcampeona europea en pista cubierta en 2002.

## Carrera deportiva
En el Campeonato Europeo de Atletismo en Pista Cubierta de 2002 ganó la medalla de plata en el salto de longitud, con un salto de 6.74 metros, tras la griega Niki Xanthou (oro también con 6.74 metros) y por delante de la también rusa Lyudmila Galkina (bronce con 6.68 metros).